# Antonio Cosentino
Antonio Cosentino (Nápoles, 10 de março de 1919 — 1993) foi um velejador italiano, medalhista olímpico. Ele competiu nos Jogos Olímpicos de Verão de 1960 na classe Dragon e conquistou a medalha de bronze a bordo do Venilia, ao lado de Antonio Ciciliano e Giulio De Stefano. Em 1963, Cosentino conquistou a medalha de ouro no Starboat nos Jogos do Mediterrâneo em Nápoles.